# Monumento a la guerra
El monumento a la guerra (en maltés: Monument tal-Gwerra) es un obelisco conmemorativo en Floriana, Malta, que conmemora a los muertos de la Primera y Segunda Guerra Mundial. Fue inaugurado el 11 de noviembre de 1938 por el gobernador Charles Bonham-Carter en memoria de los muertos en la Primera Guerra Mundial, pero en 1949 se volvió a dedicar a los muertos en ambas guerras mundiales.
Fue diseñado por el artista maltés Louis Naudi, quien fue influenciado por Antonio Sciortino.
Según Mark G. Muscat, este "es posiblemente el único ejemplo de una obra de arte en Malta que hasta cierto punto ilustra la idea de futurismo planteada por Marinetti y Sant'Elia en Italia... Naudi merece crédito por su exitoso intento de romper con la arquitectura colonial británica que era un lugar común en ese momento... Sería más plausible clasificarlo como una expresión estilística Art Deco... como una estética de vanguardia aplicada a la construcción de piedra dura, que le da al diseño de Naudi un aspecto imponente."
Es un obelisco en forma de cruz latina y está construido con piedra caliza globigerina local. Tiene cuatro placas que muestran la insignia colonial de Malta y reproducciones de un documento emitido por el rey Jorge V en 1918 reconociendo el papel de Malta en la Primera Guerra Mundial, la carta por la que el rey otorgó la Cruz de Jorge a Malta en 1942 y un pergamino de 1943 escrito por el presidente Franklin D. Roosevelt saludando a Malta por su papel en la Segunda Guerra Mundial.
Se encuentra en un lugar que se utilizó para ejecuciones públicas cuando Malta estaba bajo el dominio hospitalario. Está cerca del Malta Memorial, dedicado a la tripulación aérea de la mancomunidad fallecida en la Segunda Guerra Mundial, y de los monumentos a la Artillería Real de Malta y al Regimiento del Rey de Malta. Originalmente se colocó a medio camino entre City Gate y Ġlormu Cassar Avenue, pero fue reubicado durante el realineamiento de St. Anne Street en 1954. El monumento fue restaurado y el área a su alrededor ajardinada a principios de la década de 2010. En este punto se instaló una llama eterna.

## Otras lecturas
- Galea, M. (2018, 9 de septiembre). Más fragmentos de periódicos de la guerra de 1918. The Sunday Times of Malta, págs. 54-55.
- Recordando el futuro: el Memorial de Guerra de Floriana, Greta Xuereb, Times of Malta, 24 de noviembre de 2019